# Minh Đức, Phổ Yên
Minh Đức là một xã thuộc thành phố Phổ Yên, tỉnh Thái Nguyên, Việt Nam.

## Địa lý
Xã Minh Đức nằm ở phía tây thành phố Phổ Yên, có vị trí địa lý: 
- Phía đông giáp phường Đắc Sơn
- Phía tây giáp phường Bắc Sơn và xã Phúc Thuận
- Phía nam giáp xã Thành Công và xã Vạn Phái
- Phía bắc giáp thành phố Sông Công.

Xã Minh Đức có diện tích 18,56 km², dân số năm 2021 là 8.535 người, mật độ dân số đạt 459 người/km².
Trên địa bàn xã có tuyến đường tỉnh 261 nối từ huyện Phú Bình tới huyện Đại Từ đi qua.

## Lịch sử
Sau năm 1975, Minh Đức là một xã thuộc huyện Phổ Yên.
Ngày 13 tháng 1 năm 2011, Chính phủ ban hành Nghị quyết số 05/NQ-CP. Theo đó:
- Chuyển 1.132 người của thị trấn Nông trường Bắc Sơn vừa giải thể về xã Minh Đức quản lý. Sau khi điều chỉnh, xã Minh Đức có 1.965,15 ha diện tích tự nhiên và 8.003 người.
- Điều chỉnh 161,72 ha diện tích tự nhiên và 1.206 người của xã Minh Đức để thành lập thị trấn Bắc Sơn. Xã Minh Đức còn lại 1.803,43 ha diện tích tự nhiên và 6.797 người.

Ngày 15 tháng 5 năm 2015, thành lập thị xã Phổ Yên trên cơ sở toàn bộ diện tích và dân số của huyện Phổ Yên, xã Minh Đức thuộc thị xã Phổ Yên.
Ngày 10 tháng 4 năm 2022, thành lập thành phố Phổ Yên trên cơ sở toàn bộ diện tích và dân số của thị xã Phổ Yên, xã Minh Đức thuộc thành phố Phổ Yên như hiện nay.

## Hành chính
Xã Minh Đức được chia thành 21 xóm: Xóm 2, Ba Quanh, Cầu Bùng, Cầu Giao 9A, Chằm 7A, Chằm 7B, Chằm 7C, Đầm Mương 12, Đầm Mương 13, Đầm Mương 14, Đầm Mương 15, Đậu 8A, Đậu 8B, Hồ 1, Hồ 2, Lầy 5, Lầy 6, Tân Lập, Thống Thượng, Thuận Đức 3, Thuận Đức 4.